# Сислюмадюр
Сислюмадюр (исл. Sýslumaður, мн. ч. Sýslumenn, др.-сканд. Sýslumaðr) — должность или звание в Исландии и на Фарерских островах. В Исландии появилась при завоевании Норвегией в 1262—1264 годах. Аналогичная должность уже существовала в Норвегии, и в современном норвежском языке называется sysselmann.
Слово часто переводится как шериф или магистрат.
Сислюмад получал феод, называемый сисла, в котором он отвечал за сбор пошлин, налогов и пеней, соблюдение законов и оборону. Он также проводил суды и назначал присяжных.

## Сислюманны в Исландии
Сислюманны традиционно имели большую воинскую дружину, но от этой практики по большей части отказались после 1550 г., когда король Дании послал в Исландию армию, разоружившую большую часть Исландии для предотвращения возможного восстания.
Когда после Второй мировой войны американские военные оказывали помощь Исландской полиции, то сислюманны проводили инструктаж о методах спасения на море, руководили ими и организовали на регулярной основе. Также они проводили обучение этому в местных школах. Данные обязанности были согласованы с Исландской береговой охраной и поисково-спасательным отделением военных сил в 1990-х годах.
До 2014 года в Исландии было 24 сислюманна, которым было поручено управлять в своих сислах полицией, собирать налоги, заключать браки и выдавать различные разрешения и паспорта.
Организационные изменения Национальной полиции Исландии после 2014 года несколько изменили набор задач, возложенных на различных сислюмадюров и сократили их число до 9. Так, сислюмадюр Судурнэса обеспечивает дополнительные неполицейские силы безопасности аэропорта Кеблавик, а сислюмадур Коупавогюра отвечает за выдачу всех исландских паспортов и водительских прав.

## Сислюмадуры на Фарерских островах
Сислюмадюр — также должность или звание на Фарерских островах. Сначала было шесть сислюмадюров, по одному на каждую сислу. Однако после полицейской реформы на Фарерах (которые все ещё являются датским владением) осталось всего четыре сислюмадюра и три полицейских округа: Северный, состоящий из северных островов и Эстуроя, Средний, состоящий из Стреймоя, Сандоя, Воара и малых островов Мичинеса, Хестура, Кольтура, Нёльсоя, Скувоя и Стоура-Дуймуна, и Южный, состоящий из Сувуроя и Луйтла-Дуймуна. Датская полиция хотела отказаться от использования термина «сислюмадюр», но это было не так просто, потому что сислюмадюры исполняли задания не только полиции, но и Фарерского правительства, судей и датских верховных комиссионеров.
Одна из задач сислюмадюров на Фарерских островах заключается в том, чтобы решить, должно ли замеченное стадо гриндов быть убито или нет, и если да, то в какую бухту их нужно для этого согнать. Этот вопрос должен решаться совместно с grindaformenn (начальник охоты на гриндов). в принятии этого решения важную роль играют погодные условия, то есть сильные ветра или течения.
В настоящее время на Фарерских островах сислюмадюры относятся к полицейским.